# 菊池麗子
菊池 麗子（きくち れいこ、1981年9月18日 - ）は、日本のAV女優。
福岡県出身。2002年デビュー。現在は引退したと思われる。

## 作品

### アダルトビデオ
2002年
- 初脱ぎ 催眠FUCK 菊池麗子 （7月25日、トランスコーポレーション）
- 逆ギレイプ ! （9月15日、MOODYZ）他出演：うさみ恭香、泉星香
- SEX JUICE III ザーメン70shots （9月30日、h.m.p）共演：渡瀬晶、新堂真美、柏木ゆう
- 義妹の部屋 1 （10月3日、ドリームチケット）他出演：桃井望、高原ジュリ
- Miss フェラチオ PART2 （10月17日、ドリームチケット）他出演：夏樹友香、堤さやか
- 夢野まりあのスーパーマジックミラー号 湘南2002逆ナンパ編（10月19日、ディープス）…共演：岡田ももか（岡田桃果）、水月カノン、大塚くるみ
- WWAV 〜第二章〜 兆し（10月25日、オブテイン・フューチャー）共演：長瀬愛、桜井アヤ、蘭望実、中里優奈、澤宮有希、ジャイアント小野、泉星香、水野奈菜
- 全裸無人島トレジャークエストinジェイソン島（11月1日、MOODYZ）共演：氷咲沙弥、菊川あずみ、三井エリ、工藤さき、かわいひかる
- I ZI ME 強制プレイに悶える5人の牝女（11月13日、隼エージェンシー）他出演：桜井沙也加、小森詩、愛原莉央、三上翔子
- わき2（12月14日、シャトルジャパン）
- LEG・JOB vol.9（12月14日、シャトルジャパン）
- 強制ぶっかけ汚辱学園 vol.2（12月14日、シャトルジャパン）
- 全裸無人島トレジャークエストinジェイソン島 裏バージョン（12月15日、MOODYZ）共演：氷咲沙弥、菊川あずみ、三井エリ、工藤さき、かわいひかる
- WWAV 〜最終章 JUDGMENT DAY〜（12月20日、オブテイン・フューチャー）共演：堤さやか、長瀬愛、一ノ瀬サクラ、桜井流々、桜井アヤ、夢野まりあ、水野奈菜、澤宮有希

2003年
- SUCCUBUS POP vol.1 （1月3日、PJプロジェクト）
- 中出しスペルマニア （1月10日、トランスコーポレーション）
- フェラコレ2003冬 （1月15日、隼エージェンシー）他出演：桜井沙也加、小森詩、上杉佳代子、愛原莉央、名波由佳、臼井利奈、飯塚マナ、深津マリ、山咲樹里、三上翔子、葉山杏子、片岡彩香、風吹淳
- five X （1月22日、スタイルアート）共演：泉星香、澤宮有希、水野奈菜、かわいひかる
- いじめられっ娘 学園祭編 （1月24日、ビッグモーカル）
- 露出deレズ vol.1 菊池麗子&かわいひかる （2月14日、未来・フューチャー）共演：かわいひかる
- W 【レズビアン〜痴女】 （2月15日、スタイルアート）共演：七海りあ
- PASSIONS （2月17日、隼エージェンシー）
- エレベーターガールとしよう ELEVATOR GIRLS （2月28日、ビッグモーカル）
- 露出接吻 （4月22日、未来・フューチャー）他出演：加藤由香、叶結香里、中里優奈 他
- D-CUP HIGH SCHOOL 3 （3月30日、ケイ・エム・プロデュース）共演：月咲舞、京野真里奈
- five X 番外編 （3月1日、スタイルアート）共演：泉星香、澤宮有希、水野奈菜、かわいひかる、氷咲沙弥、三井エリ、雪野あいか、今井裕香、菊川あずみ
- W痴女 二人の痴女優が男を犯しまくる! vol. （3月8日、ジャネス）共演：
- HARD Lesbian vol.1 （3月8日、ジャネス）共演：かわいひかる
- 飼育 -第七章- （3月15日、隼エージェンシー）共演：矢口せり
- バコバコリターンズ （3月15日、MOODYZ）共演：菊川あずみ、青木ゆめ、七海りあ、かわいひかる、保坂優海、三井エリ、雪野あいか、水野奈菜 他計16名
- Gorgeous （ゴージャス） モデルズ Sex Juice 3時間mix （3月21日、ビデオバンク）…オムニバス作品
- ブルセラデジハメ （4月8日、LightHit）
- ザーメンスープレックス・ホールド 4 菊池麗子 （4月1日、隼エージェンシー）
- Dream Party （4月15日、スタイルアート）共演：渡瀬晶、七海りあ、菊川あずみ、森下雫、保坂ゆう
- COS×PLE 3 （4月15日、スタイルアート）共演：冴嶋みどり、七海りあ
- 綺麗なお姉さんに犯されたい あ〜凄く大きい〜! 上と下のおクチでしゃぶってあげる（4月30日、アテナ映像）他出演：木村沙恵、すぎはら美里、森村チコ
- 裏バコバス （5月1日、MOODYZ）共演：菊川あずみ、青木ゆめ、七海りあ、かわいひかる、保坂優海、三井エリ、雪野あいか、水野奈菜 他計16名
- 女餓鬼地獄 （5月23日、GIGA）
- 巨乳女子校生 4時間スペシャル （5月23日、ケイ・エム・プロデュース）共演：月咲舞、京野真里奈、「D-CUP HIGH SCHOOL 3」のセルDVD化作品 他出演：望月るあ、西村あみ、相沢夢、沙里奈ユイ 他
- THE play girl's （6月1日、スタイルアート）他出演：七海りあ
- レズビアンストーリー04 心情 （6月 アウダースジャパン）共演：氷咲沙弥、七海りあ
- CATCH!! キャッチ!! （6月22日、レッド）
- AVW FUCK DOWN〜ONEDAY FUCKトーナメント〜（6月25日、メセナ・エンタテイメント）
- レズヒロイン Vol。03 （6月27日、GIGA）共演：飯塚マナ
- CAM-GAL （7月1日、スタイルアート） オムニバス作品
- お尻とアナル製作所 3（7月5日、ナチュラルハイ）共演：青木沙羅、松浦美和
- Document Lesbian vol.1（7月11日、ジャネス）共演：保坂ゆう
- ONE DAY FETISH vol.11（7月18日、ジャネス）
- デート・あ・Go!Go! -ONE DATE,ONE LOVE,ONE DAY- （7月18日、シャイ企画）
- 桃っ娘9 vol.42（7月25日、桃太郎映像出版）共演：かわいひかる
- ガールズ イン モーション 今、気になるアノ娘たち。（7月25日、メディアステーション） オムニバス作品
- ナイスボディお姉さん 4時間 （7月25日、クリスタル映像）オムニバス作品
- 24人のカリスマアイドル3 （7月25日、ケイ・エム・プロデュース）他23名出演
- 美少女4PG DVD-PG （8月8日、メディアアーツ）
- AVW FUCK DOWN （8月8日、グラントレコーズ）
- 女子校生を虐めたい。2（8月28日、アルファーインターナショナル）他出演：山田まり
- 家庭教師は女子大生 Spacial 6（8月29日、クリスタル映像） オムニバス作品
- Two Pieces 3 Vol.07（9月19日、桃太郎映像出版）共演：泉川ひとみ
- 〜狙われた女子大生〜 輪姦キャンパス （9月19日、ディープス） オムニバス作品
- vanilla cream 菊池麗子（9月24日、vanilla cream）
- W痴女 二人の痴女優が男を犯しまくる!（9月26日、ジャネス）
- フェラコレ2003秋 （10月8日、隼エージェンシー）他多数出演
- こだわりの手コキ240スペシャル33人（10月8日、隼エージェンシー）他32名出演
- 撮影現場からGET!! vol.3 〜本気SEX〜 マジいかされました（10月10日、桃太郎映像出版） オムニバス作品
- お尻とアナル製作工場（10月18日、ナチュラルハイ）
- NICE-BODY（10月24日、ジャネス）
- AVW FUCK DOWN vol.2（10月24日、メセナ・エンタテイメント）
- 蛇縛のレズリンチ （11月8日、アタッカーズ）共演：はらだはるな、桜田由加里、青木梨花、瀬川美咲、高倉朱々、星野瑠海
- 綺麗な牝を飼いませんか1 （11月13日、隼エージェンシー）他出演：藤森かおり、小島三奈、矢口せり、中原愛梨
- コスプレ娘50人（2003年11月15日、ハーモニー） オムニバス作品
- HIROINE緊縛11〜スペースウーマン汚辱の緊縛洗礼〜 （11月16日、相模屋）
- ももねこてぃ〜んず 菊地麗子 （11月20日、ワールドユニティー）
- ナース（12月1日、スタイルアート）共演：きくま聖、冴嶋みどり
- 拘束 逃がさない…逃げられない… （12月15日、イージーオー）
- 淫花の破片 菊地麗子&きくま聖 （12月18日、キンタロウ企画）共演：きくま聖
- 強制凌辱SEX （12月24日、AQUA）

2004年
- スーパーレズ決戦（1月8日、ハンドメイドビジョン）共演：三上翔子
- ハメっ娘 （2月19日、メディアタウン）
- レズビアンセレナーデ （2月20日、HRC）…共演：三上翔子 他出演：今井絵里、百合野さくら
- AVW FUCK DOWN! 最後の性戦（3月5日、メセナ・エンタテインメント （オブテイン・フューチャー））共演：紋舞らん、中野千夏、長谷川瞳、川村瞳、姫川麗、菊川あずみ、桜田由加里、杏野るり
- 投稿フェラチオ 『僕の彼女』1 （3月10日）
- 有名女優オナニー未公開素材（3月15日、MOODYZ） オムニバス作品
- マジックミラー号逆ナンパ編 ギン勃ちチ○ポハンターがイク! 〜純情青年チ○ポ10人斬り!〜（3月18日、SODクリエイト）共演：矢崎茜、麻倉ほのか
- ブルセラコレクション （3月22日、春風企画）オムニバス作品
- 祝!!脱童貞!!筆おろし4 感謝感激4時間DX（3月26日、クリスタル映像） オムニバス作品
- シースルー・センセーション（4月30日、アリーナエンタテインメント） オムニバス作品
- P.C. Sport DVD vol.46 菊池麗子 （5月19日、ワールドユニティー）
- 東京野外露出デート最高（5月20日、ホットエンターテイメント）他出演：笠木忍、千野ひかり、中山りお、瀬戸沙里奈
- お姉さんが犯してあげる 3 18連発!!（5月28日、クリスタル映像） オムニバス作品
- 露出羞恥旅行3（7月2日、ジャネス）他出演：雪野あいか
- デート・あ・Go! Go! （7月20日、シャイ企画）他出演：田中瞳、稲本典子 ※総集編?
- 挑発オナニー【コスプレ編】 完全コスプレオナニスト仕様!ヴァーチャル視姦（9月10日、ジャネス）他出演：柿本彩菜、矢田紫、かれん、保坂ゆう、姫川麗、真咲奈菜、川村瞳

2005年
- BODY CON PANST ONANIE（ボディコンパンストオナニー）3 （1月14日、ジャネス）他出演：ゆうきりり、渡瀬晶、神咲はな、渡辺百似子
- 女戦闘員2 Sweetsコマンダー（1月28日、GIGA）共演：早乙女みなき
- IT企業 秘書狩り（3月15日、ジェイモデル）共演：水沢ダイヤ、高根まい
- 出来る限りのNOモザイクNO隠し（3月25日、ホットエンターテイメント）他出演：夏樹亜矢、浅見伽揶、桃井なつみ、松葉まどか
- OVER DRIVE （4月15日、スタイルアート（MOODYZ））他出演：姫咲しゅり、保坂ゆう、姫川麗

2006年
- 凌辱学園 暴欲の生贄 きくま聖、かわいひかる、菊池麗子 （9月27日、ハヤブサ）
- ときめき女子校生シンドローム 小森詩、かわいひかる、菊池麗子、溝口春菜、島野ひとみ （10月29日、ビッグモーカル）

2007年
- 縄’03スペシャル M女のライセンス 江崎カオリ、菊川りえ、松沢はな、黒木あみ、菊池麗子 （11月1日、シネマジック）
- cosple痴女 きくま聖、菊池麗子、保坂ゆう （2007年11月26日、ジャネス）
- 綺麗なお姉さんはエロエロですか？ 須崎由奈、菊池麗子、雪村しずく、相川真由、沢田ひとみ（12月18日、HRC）

2009年
- GIRL’S SEX 朝河蘭、菊池麗子、小川ありさ、臼井利奈（10月14日、ビッグモーカル）
- 美脚女教師 美しく撓る脚線 真崎ゆかり、滝沢弘美、菊池麗子、青木らら、真山あんり（2009年10月28日、ビッグモーカル）

他